# 三平 (石工)
三平（さんぺい、寛政6年（1794年）～？）は江戸時代後期の肥後藩の石工である。姓は「種子山」だと思われるが、以前は岩永三五郎の弟だと考えられていて現在もその説が残っているため、「岩永三平」と呼ばれることもある。このように血縁関係が不明確なので、一般に苗字を付けずに呼ばれる。種山石工の一人。

## 生涯
藤原林七の次男として生まれる。生まれは肥後藩種山村（現八代市東陽町）と思われる。石工の技術を学び、岩永三五郎に従って、肥後藩各地の石橋の建造と土木工事を行う。天保11年（1840年）、三五郎とともに薩摩藩に赴き、甲突川五石橋などを手掛けた。三五郎が設計と役人との交渉に追われたため、事実上の現場監督は三平だったという。しかし、家老内の内紛が激しくなり、これに巻き込まれた三五郎らが暗殺される可能性が出てくると、三五郎は仲間を少しずつ肥後に返した。甲突川五石橋のひとつ、西田橋の高欄の飾りに三平の技術がどうしても必要だったため、三五郎は最後まで三平を残したが、弘化3年（1846年）これが完成すると、闇夜に紛れて逃げるように指示した。現在のさつま町から出水市付近を逃げているとき追手に見つかり、斬り合いの末山中に逃げ込んだが腕に深い傷を負った。その後も逃げ続け肥後領津奈木村（現熊本県津奈木町）まで辿り着く。
村人の親切な介抱により一命を取り留めた三平は、はじめは身分を隠したが、ここが肥後領内と分かると事情を話し、種山石工の事を知っていた代官の好意によりここに身を匿った。片腕を失ったものの快復した三平はその礼にと村人の協力のもと小さな太鼓橋を2橋架け、さらに村を分断していた津奈木川に大きな太鼓橋を建造した。この津奈木重磐岩眼鏡橋（嘉永2年（1849年）完成）は、三平個人が架けた最大の橋である。このほかにも三平の架けた橋が、同町内には現在も残っている。
津奈木まで辿り着いた三平だが、その後の足取りは掴めず、没年とその場所も不明である。

## 代表作
- 津奈木重磐岩眼鏡橋

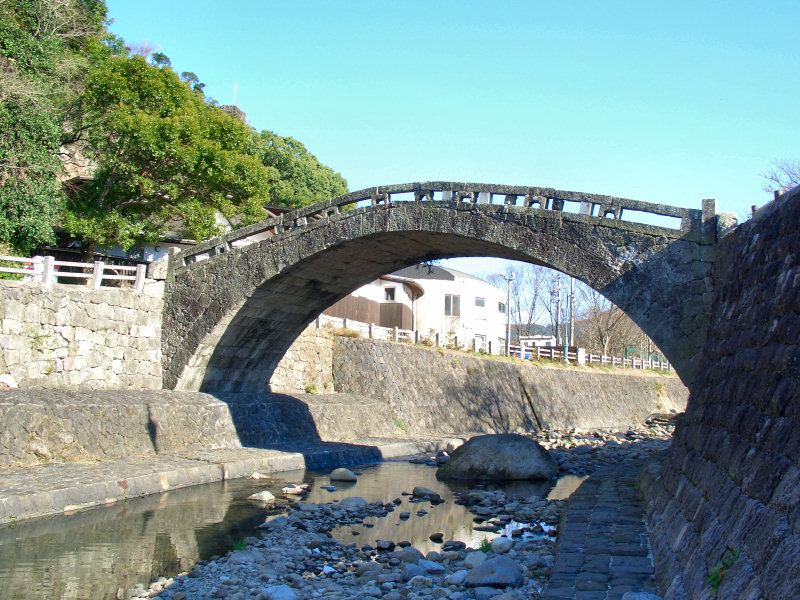
津奈木重磐岩眼鏡橋

熊本県津奈木町、津奈木川にかかる扁平型のアーチ橋。薩摩街道沿いにあり、周囲には町営温泉「四季彩」、つなぎ美術館、つなぎ物産ギャラリー、さらに名前の由来となった重磐岩があるなど整備が進んでいる。全長18m 幅4.5m 径間17.0m。県指定重要文化財・くまもとアートポリス選定既存建造物。